# Saint-Martin-de-Caralp
Saint-Martin-de-Caralp (Okzitanisch: Sent Martin de Caralp) ist eine französische Gemeinde mit 375 Einwohnern (Stand: 1. Januar 2022) im Département Ariège in der Region Okzitanien; sie gehört zum Arrondissement Foix und ist Mitglied im Gemeindeverband L’Agglo Foix-Varilhes. Die Einwohner werden Saint-Martinalpois und Saint-Martinalpoises genannt.

## Geografie

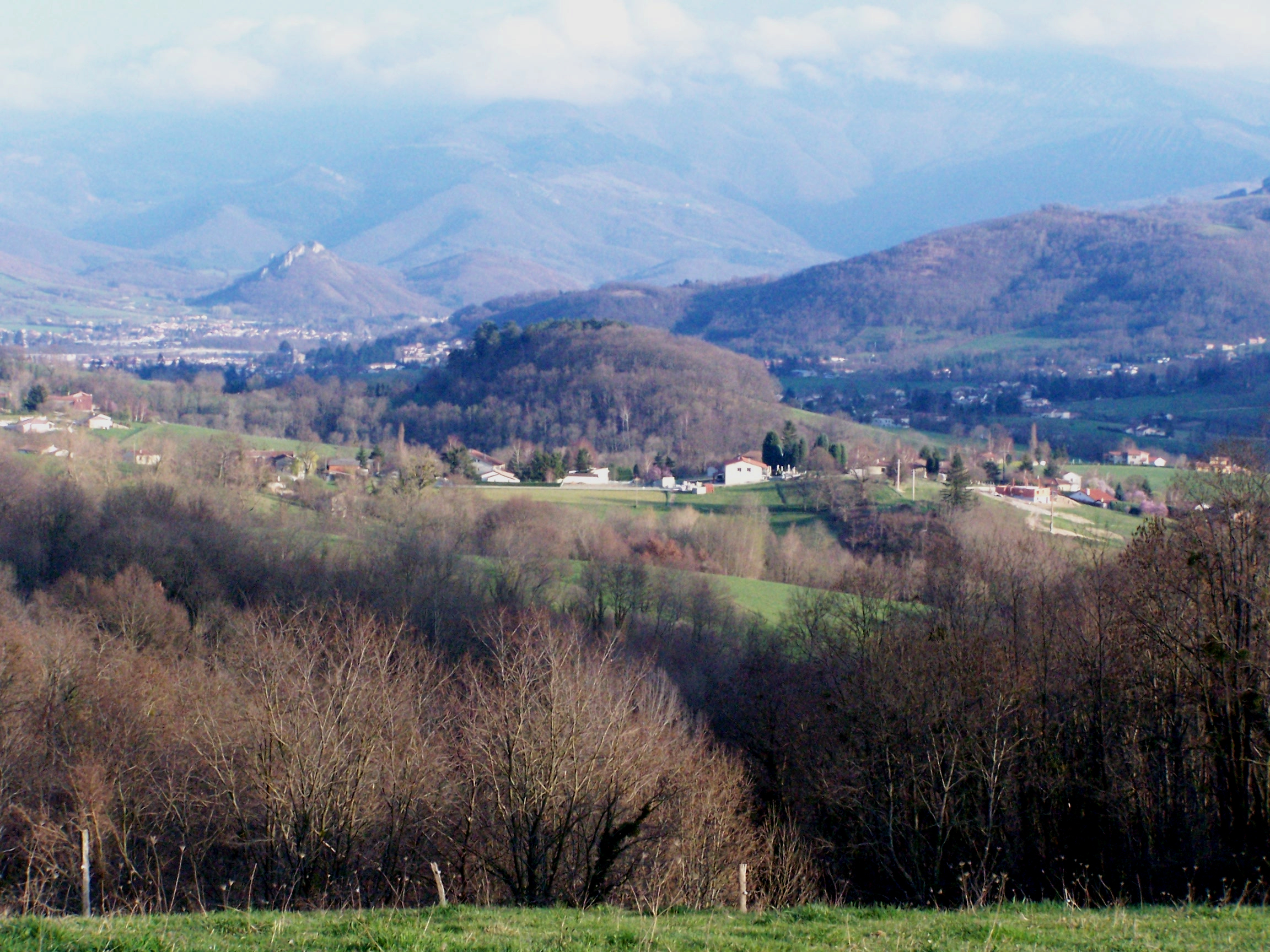
Blick von Saint-Martin-de-Caralp auf das Barguillière-Tal

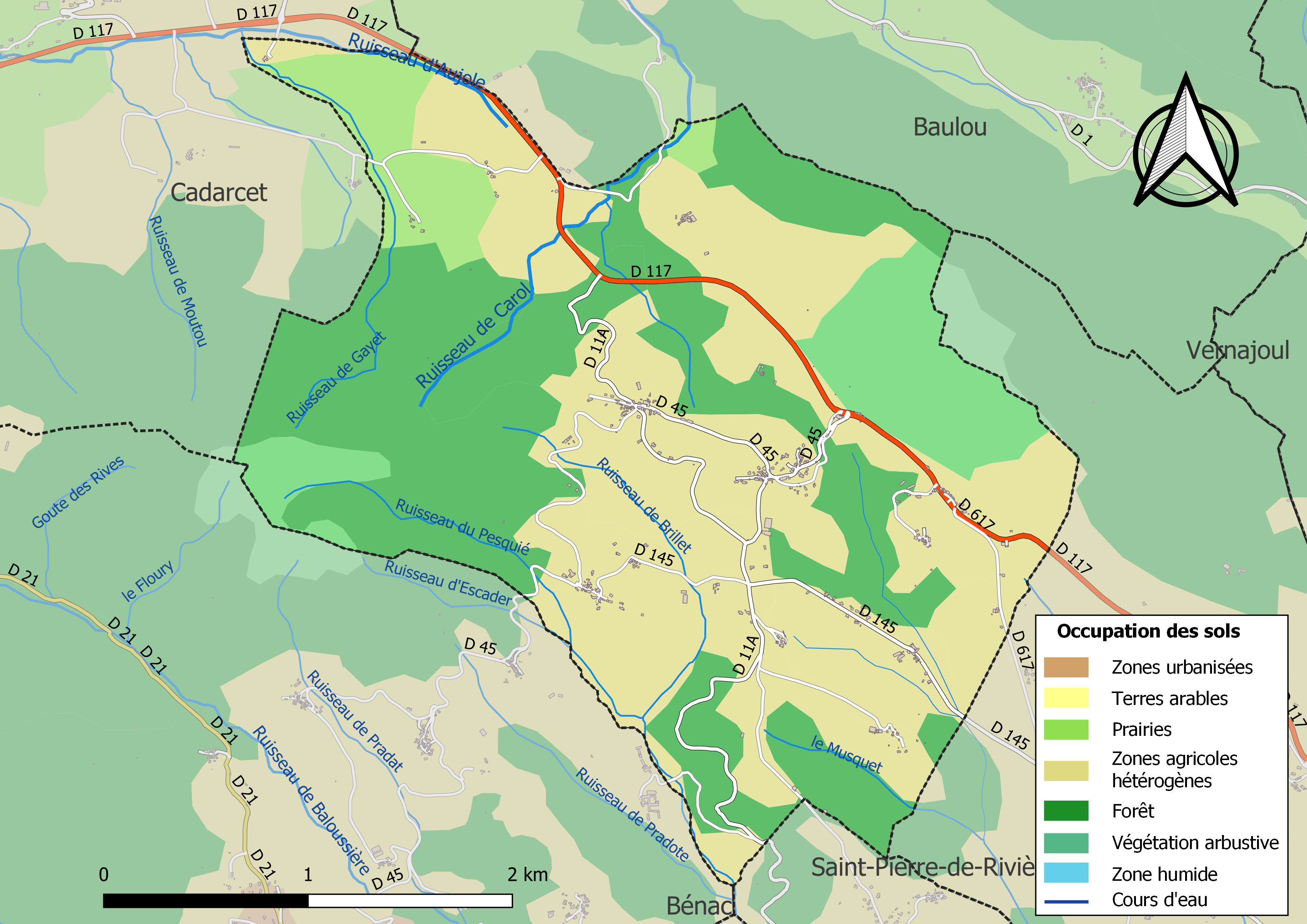
Bodennutzung, Hydrografie und Infrastruktur der Gemeinde

Die Gemeinde ist historisch und kulturell Teil des Pays de Foix und liegt etwa sechs Kilometer nordwestlich von Foix sowie etwa 70 Kilometer südsüdöstlich von Toulouse im Barguillière-Tal am Fuß des Plantaurel-Massivs. Höchster Punkt der Gemeinde ist der Montcoustan (917 m) im Westen der Gemeinde. Der Roc de Caralp (auch Lion de Caralp genannt) (739 m) im Osten der Gemeinde gilt als Mittelpunkt des Départements Ariège. Saint-Martin-de-Caralp befindet sich im Einzugsgebiet der Garonne und wird vom Ruisseau d’Aujole, vom Ruisseau de Carol, vom Musquet, vom Ruisseau de Brillet, vom Ruisseau de Gayet, vom Ruisseau du Pesquié und von einem kleineren Bach entwässert. Das Gemeindegebiet ist Teil von fünf ZNIEFF-Naturgebieten. Über die Hälfte der Fläche (54,7 %) der Gemeinde wird landwirtschaftlich genutzt (Kulturboden oder Grünland), über ein Drittel ist bewaldet.
Umgeben wird Saint-Martin-de-Caralp von den Nachbargemeinden Baulou im Norden und Nordosten, Cos im Osten, Saint-Pierre-de-Rivière im Süden, Serres-sur-Arget im Südwesten und Westen sowie Cadarcet im Westen und Nordwesten.

## Geschichte
Eine bewohnte Höhle aus der Steinzeit belegt eine frühe Besiedlung. Im Mittelalter lag der Ort innerhalb der Grafschaft Foix, die von 1607 bis zur Französischen Revolution eine Krondomäne des Königs von Frankreich war. Die Gemeinde gehörte von 1793 bis 1801 zum District Tarascon. Zudem lag Saint-Martin-de-Caralp von 1793 bis 1984 innerhalb des Kantons Foix und von 1984 bis 2015 innerhalb des Kantons Foix-Rural. Die Gemeinde ist seit 1801 dem Arrondissement Foix zugeteilt.

## Bevölkerungsentwicklung
| Jahr                       | 1962 | 1968 | 1975 | 1982 | 1990 | 1999 | 2006 | 2013 | 2020 |
| Einwohner                  | 210  | 194  | 218  | 212  | 242  | 288  | 335  | 343  | 365  |
| Quellen: Cassini und INSEE |      |      |      |      |      |      |      |      |      |

## Sehenswürdigkeiten
- Kirche Saint-Martin aus dem 11. Jahrhundert
- Lavoir (Waschhaus) im Weiler Ourdenac
- Denkmal für die Gefallenen[2]
- Mehrere Wegkreuze

## Verkehr
Die Departementsstraße 117 (ehemalige Route nationale 117) durchquert das Gemeindegebiet von Südost nach Nordwest und verbindet es mit Saint-Girons über Cadarcet im Westen und mit Foix über Cos im Osten. Busse einer Linie der regionalen Transportgesellschaft liO zwischen Foix und Saint-Girons bedienen eine Haltestelle außerhalb des Zentrums der Gemeinde.